# Ulrike Link-Wieczorek
Ulrike Link-Wieczorek (geborene Ulrike Link, * 20. Februar 1955 in Rotenburg an der Wümme) ist deutsche evangelische Theologin für Systematische Theologie und Religionspädagogik.

## Leben
Ulrike Link-Wieczorek absolvierte nach ihrem Abitur ein Volontariat bei den Westfälischen Nachrichten, bevor sie evangelische Theologie, Germanistik und Russisch an den Universitäten Mainz, Frankfurt und München studierte. In Mainz schloss sie 1981 mit dem Ersten Staatsexamen für das Lehramt ab. Bis 1989 wirkte sie als wissenschaftliche Mitarbeiterin an den Universitäten in Mainz und Heidelberg. Während dieser Zeit führten sie Forschungsaufenthalte nach Kenia und Südkorea. Die Promotion an der Universität Heidelberg erfolgte 1989. Von 1989 bis 1996 war Link-Wieczorek wissenschaftliche Assistentin in Heidelberg, wo sie 1996 habilitiert wurde.
Seit 1997 hat Link-Wieczorek die Professur für Systematische Theologie und Religionspädagogik an der Universität Oldenburg inne. Schwerpunkte ihrer Arbeit bilden die Themenkomplexe Religiöse Sprache, Enttraditionalisierung und Ökumene. Ulrike Link-Wieczorek war Mitantragstellerin des interdisziplinären Oldenburger DFG-Graduiertenkollegs „Selbst-Bildungen. Praktiken der Subjektivierung“, das von 2010 bis 2019 lief. Seit 1994 ist sie Mitglied des Deutschen Ökumenischen Studienausschusses (DÖSTA). Im Jahr 2006 wurde sie in die Kommission für Glauben und Kirchenverfassung berufen. Seit 2013 ist sie Vorsitzende der Gesellschaft für Evangelische Theologie. Seit 2016 leitet sie die Kammer für Weltweite Ökumene der EKD. Regelmäßige Mitarbeit in der Societas Oecumenica.
Seit 1979 ist sie mit Alfried Wieczorek verheiratet.

## Publikationen (Auswahl)

### Monographien
- Reden von Gott in Afrika und Asien. Darstellung und Interpretation afrikanischer Theologie im Vergleich mit der koreanischen Minjung-Theologie (Forschungen zur systematischen und ökumenischen Theologie 60), Göttingen 1991.
- Inkarnation oder Inspiration? Christologische Grundfragen in der Diskussion mit britischer anglikanischer Theologie (Forschungen zur systematischen und ökumenischen Theologie 84), Göttingen 1998.
- (mit Ralf Miggelbrink, Dorothea Sattler, Michael Haspel, Uwe Swarat und Heinrich Bedford-Strohm) Nach Gott im Leben fragen. Ökumenische Einführung in das Christentum, Gütersloh 2004.

### Herausgeberschaften
- (mit Reinhold Bernhardt) Metapher und Wirklichkeit. Zur Logik der Bildhaftigkeit im Reden von Gott, Mensch und Natur. Dietrich Ritschl zum 70. Geburtstag, Göttingen 1998.
- Polnische Impressionen. Ökumenisch-theologische Fragen im Europa nach der Wende (Beihefte zur Ökumenischen Rundschau 69), Frankfurt am Main 2000.
- (mit Wolfgang Weiß) In dubio pro deo? Anfragen an das Christentum. Eine Ringvorlesung des Instituts für Evangelische Theologie und Religionspädagogik der Universität Oldenburg (Forum Religionsphilosophie 6), Münster et al. 2004.
- (mit Britta Konz) Vision und Verantwortung. Festschrift für Ilse Meseberg-Haubold (Theologie 63), Münster et al. 2004.
- Häuser ohne Fenster? Zum Verständnis christlicher Exklusivitätsaussagen. Beiträge aus der deutsch-polnischen Ökumene (Beihefte zur Ökumenischen Rundschau 77), Frankfurt am Main 2005.
- (mit Fernando Enns und Martin Hailer) Profilierte Ökumene. Bleibend Wichtiges und jetzt Dringliches. Festschrift für Dietrich Ritschl (Beihefte zur Ökumenischen Rundschau 84), Frankfurt am Main 2009.
- (mit Ivana Noble und Peter de Mey) Religiöse Bindungen – neu reflektiert. Ökumenische Antworten auf Veränderungen der Religiosität in Europa / Reimagining religious belonging. Ecumenical responses to changing religiosity in Europe (Beihefte zur Ökumenischen Rundschau 90), Leipzig 2011.
- Reich Gottes und Weltgestaltung. Überlegungen für eine Theologie im 21. Jahrhundert, Neukirchen-Vluyn 2013.
- Verstrickt in Schuld, gefangen von Scham? Neue Perspektiven auf Sünde, Erlösung und Versöhnung, Neukirchen-Vluyn 2015.
- (mit Veronika Hoffmann und Christof Mandry) Die Gabe. Zum Stand der interdisziplinären Diskussion (Scientia & religio 14), Freiburg im Breisgau/München 2016.
- (mit Uwe Swarat) Die Frage nach Gott heute. Ökumenische Impulse zum Gespräch mit dem „Neuen Atheismus“. Eine Studie des Deutschen Ökumenischen Studienausschusses (DÖSTA) (Beihefte zur Ökumenischen Rundschau 111), Leipzig 2017.
- (mit Michael Kappes, Sabine Pemsel-Maier und Oliver Schuegraf) Basiswissen Ökumene, Bd. 1: Ökumenische Entwicklung – Brennpunkte – Praxis, Leipzig 2017, Bd. 2: Arbeitsbuch mit Materialien, Leipzig 2018.
- (mit Jelle Creemers) On Nations and the Churches: Ecumenical Responses to Nationalism and Migration. Proceedings of the 20th Academic Consultation of the Societas Oecumenica  (Beihefte zur Ökumenischen Rundschau 129), Leipzig 2020.
- Mitherausgeberin und Mitglied der Schriftleitung der Ökumenischen Rundschau.

### Festschrift
- Begegnungen – Entgegnungen. Beiträge zur modernen Gottesfrage, kontextuellen Theologie und Ökumene. Festgabe für Ulrike Link-Wieczorek zum 60. Geburtstag (Beihefte zur Ökumenischen Rundschau 102), hg. von Johanna Rahner und Andrea Strübind, Leipzig 2015.